# Chiến dịch Rostov (1941)
Chiến dịch Rostov năm 1941 là trận phòng ngự-phản công tại vùng Rostov trên sông Don của Quân đội Liên Xô. Đây là một trận đánh quan trọng trên khu vực phía Nam chiến trường Xô-Đức thời kỳ đầu Cuộc Chiến tranh vệ quốc vĩ đại. Từ ngày 4 đến ngày 29 tháng 11 năm 1941, các tập đoàn quân 9, 12, 18, 56 của Liên Xô mặc dù có quân số và phương tiện kém xa tập đoàn quân 17 và tập đoàn quân xe tăng 1 của Đức đã tổ chức phản công ở Taganrog - Rostov, đánh thiệt hại nặng tập đoàn quân xe tăng 1, chiếm lại thành phố Rostov lần thứ nhất. Cuộc phản công tại khu vực này mặc dù đã làm cho Bộ Tổng Tư lệnh quân đội Liên Xô phải chuyển đến đây một phần lực lượng dự bị nhưng không những đã giải quyết được nhiệm vụ quan trọng của khu vực mặt trận này mà còn có tác dụng kìm chân hai tập đoàn quân mạnh của quân đội Đức Quốc xã, không cho Bộ Tổng Tư lệnh quân đội Đức điều động lực lượng ở hướng này để tăng cường cho Chiến dịch "Bão táp" tấn công Moskva. Kết quả trận phòng ngự phản công tại Rostov là một trong ba thất bại lớn của Quân đội Đức quốc xã trên mặt trận Xô Đức trong mùa Đông năm 1941, góp phần làm phá sản kế hoạch Chiến dịch Barbarossa.

## Tình hình cánh Nam mặt trận Xô-Đức cuối năm 1941
Cuối tháng 9 năm 1941, cùng với việc giải thể Bộ Tổng Tư lệnh ba hướng mặt trận, Bộ Tổng Tư lệnh tối cao quân đội Liên Xô tái lập Bộ chỉ huy Phương diện quân Tây Nam do Nguyên soái S. M. Timoshenko là tư lệnh, tướng A. P. Pokrovski làm tham mưu trưởng; triển khai phòng ngự trên chính diện hơn 300 km từ Vorozhba đến Krasnograd. Phía cực bắc của Phương diện quân là tập đoàn quân 40 của tướng Kuzma Podlas gồm các đơn vị đã bị thiệt hại đáng kể trong các trận đánh mùa hè; gồm 2 sư đoàn bộ binh 227 và 293 và sư đoàn xe tăng 10, giữ tuyến mặt trận rộng 90 km. 80 km mặt trận tiếp theo do tập đoàn quân 21 gồm sư đoàn bộ binh cơ giới cận vệ 1 (nguyên là sư đoàn bộ binh 100), sư đoàn bộ binh 297 và sư đoàn bộ binh 295 (đang thành lập). Trong dải phòng ngự từ Akhtyrka đến Gadyach là cụm kỵ binh cơ giới của tướng Belov với hai sư đoàn kỵ binh 5, 9 và hai lữ đoàn xe tăng. Chếch về phía Nam là quân đoàn bộ binh cơ giới 5 của tướng F. V. Kamkov có hai sư đoàn kỵ binh 3, 4, sư đoàn bộ binh 212, hai lữ đoàn xe tăng và một lữ đoàn kỵ binh cơ giới. Cánh cực nam của mặt trận do 5 sư đoàn bộ binh thuộc tập đoàn quân 38 phòng ngự.
Cuối mùa thu năm 1941, trên vùng thảo nguyên miền Nam Liên Xô, tập đoàn quân xe tăng 1, tập đoàn quân 6, tập đoàn quân 17 và tập đoàn quân 11 (Đức) tiếp tục tấn công về hướng sông Đông, phát huy chiến quả đã đạt được sau chiến dịch Kiev và tả ngạn sông Dniepr với ưu thế áp đảo về binh lực và phương tiện. Ngoại trừ một thắng lợi nhỏ của sư đoàn bộ binh cận vệ 1, sư đoàn kỵ binh 5 và lữ đoàn xe tăng 1 (thuộc cụm kỵ binh của tướng Belov) trong trận đánh tại Shepetovka, các đơn vị còn lại vẫn lùi dần trước sức ép của các sư đoàn xe tăng 9 và 25 (thuộc tập đoàn quân xe tăng 2 - Đức). Cuối tháng 9, tập đoàn quân xe tăng 2 (Đức) đẩy lùi phương diện quân Bryansk sâu thêm về phía Oryol khiến sườn phải của Phương diện quân Tây Nam lại bị hở. Ngày 28 tháng 9, tập đoàn quân xe tăng 1 (Đức) đi vòng qua Novomskovsk đánh chiếm Pavlograd, uy hiếp Taganrog. Tập đoàn quân 9 của Phương diện quân Nam phải rút về Tshimliansk. Song, không như tháng 8 năm 1941, Phương diện quân Tây Nam đã chủ động cho rút các tập đoàn quân 40 và 21 ở sườn phía Bắc và tập đoàn quân 38 ở phía Nam mặt trận để tránh khỏi bị bao vây và tiêu diệt. Ở phương diện quân Nam, hai tập đoàn quân 9 và 18 phải chiến đấu trong tình trạng bị nửa hợp vây. Để phòng thủ thành phố Rostov, Bộ Tổng Tư lệnh tối cao Liên Xô phải gấp rút thành lập tập đoàn quân độc lập 56 với nhiệm vụ bịt chặt cửa ngõ ra vào Kuban và vùng Bắc Kavkaz.

## Binh lực và kế hoạch tác chiến của hai bên

### Quân đội Đức Quốc xã
- Tập đoàn quân xe tăng 1 gồm 4 sư đoàn xe tăng: SS "Adolf Hitler", 13, 14, 16; 2 sư đoàn cơ giới: SS "Viking" và 60.
- Cụm tác chiến Svetler (cánh nam của tập đoàn quân 17) gồm quân đoàn bộ binh sơn chiến số 49 Đức; 4 sư đoàn bộ binh Đức: 76, 94, 97, 198; 3 sư đoàn bộ binh Italia: 3, 9, 52.
- Sáu trung đoàn pháo dã chiến với 870 khẩu
- Ba sư đoàn không quân với 246 máy bay.

### Quân đội Liên Xô
- Các tập đoàn quân 9, 12, 18, 56; mỗi tập đoàn quân chỉ có từ 4 đến 5 sư đoàn
- Các lữ đoàn xe tăng 2, 3, 132, 142; tổng cộng có 92 xe tăng còn chiến đấu được.
- Các trung đoàn pháo dã chiến 8, 437, 266, 296 với 235 khẩu
- Các trung đoàn pháo chống tăng 186, 521, 558, 704 với 182 khẩu.
- Tập đoàn không quân 16 có 92 máy bay tiêm kích, 119 máy bay ném bom, 13 máy bay cường kích.

## Diễn biến trận đánh

### Đức tấn công, Liên Xô chủ động rút quân
Ngày 17 tháng 10, Bộ Tổng Tư lệnh quân đội Liên Xô yêu cầu các phương diện quân Tây Nam và Nam tiếp tục rút sâu hơn nữa về phía Đông đến tuyến Kastornaya, Stary Oskon, Novy Oskon, Valuyki, Kupiansk, Krasny Liman; bỏ lại vùng công nghiệp Donbass, các thành phố Kharkov và Belgorod. Lý do cho cuộc rút quân này là Bộ Tổng Tư lệnh quân đội Liên Xô phải dành lực lượng dự trữ để phòng thủ Moskva, giữ Rostov là cửa ngõ Kavkaz. Việc rút lui diễn ra có tổ chức, các tập đoàn quân Liên Xô khi rút lui đều khép chặt các tuyến bên sườn với các đơn vị "láng giềng" và bố trí các sư đoàn làm nhiệm vụ cản hậu, đánh tiêu hao quân Đức. Ngày 2 tháng 11, việc rút quân của phương diện quân Tây Nam hoàn thành sau khi hai sư đoàn cuối cùng của tập đoàn quân 38 rời Kharkov. Tin tưởng phương diện quân có thể giữ vững được tuyến mặt trận mới trong khi các đơn vị xe tăng Đức đang mất dần sức đột kích trên thảo nguyên Ukraina, Bộ Tổng Tư lệnh quân đội Liên Xô giao cho Tư lệnh Phương diện quân Tây Nam chỉ huy cả Phương diện quân Nam và điều quân đoàn kỵ binh 2 của phương diện quân Tây Nam về tăng cường cho hướng trung tâm của mặt trận phòng thủ Moskva.
Ý đồ tấn công của Tập đoàn quân xe tăng 1 (Đức) vào thành phố Rostov nằm trong tổng thế kế hoạch chiến dịch Barbarossa với mục tiêu đột nhập vào Kavkaz, cắt đứt đường vận chuyển dầu mỏ và đánh chiếm nguồn tài nguyên quý giá này, phục vụ cho các mục tiêu chiến tranh lâu dài của nước Đức Quốc xã. Dầu mỏ được coi là dòng máu của các phương tiện chiến tranh trọng yếu (xe tăng, máy bay, ô tô). Không có nguồn nhiên liệu đặc biệt quan trọng ấy, quân đội Đức Quốc xã không thể tiến hành một cuộc chiến tranh lớn và lâu dài được.
Kế hoạch cuộc tấn công của quân Đức bị lộ do một sĩ quan tham mưu của sư đoàn xe tăng 16 (Đức) bị các binh sĩ của tập đoàn quân 56 (Liên Xô) bắt được khi đang chuyển kế hoạch tác chiến đến các đơn vị. Vì vậy, tướng Kleist phải phát động cuộc tấn công sớm hơn mà không chờ bộ binh cơ giới còn tụt lại phía sau. Ngày 4 tháng 11, Cụm tập đoàn quân Nam (Đức) mở cuộc tổng tấn công trên tuyến phía Nam của mặt trận Xô-Đức. Ở cánh bắc, các sư đoàn bộ binh 76, 94, 97, 198 (Đức), các sư đoàn bộ binh 3, 9, 52 (Italia), quân đoàn sơn chiến 49 (Đức) tấn công các tập đoàn quân 12 (tái lập) và tập đoàn quân 18 (Liên Xô). Tập đoàn quân xe tăng 1 (Đức) gồm các sư đoàn xe tăng SS "Viking", "Adolf Hitler", 13, 14, 16 và sư đoàn cơ giới 60 tấn công trên chính diện của các tập đoàn quân 9 và 56, hướng đột kích chủ yếu đến Rostov có đến 350 xe tăng, trong khi tập đoàn quân 9 (Liên Xô) phòng ngự trên tuyến này chỉ có 50 xe tăng. Bộ Tư lệnh Phương diện quân Tây Nam điều tập đoàn quân 56 tấn công vào sườn trái cánh quân xe tăng của tướng Ewald von Kleist đang lao về Rostov. Tập đoàn quân 9 dựa vào các khu phòng thủ chống tăng đánh chặn đoàn xe tăng Đức trước của ngõ Rostov nhưng không còn lực lượng để đẩy lùi cánh quân này. Mặc dù bị mất 113 xe tăng và 23 khẩu pháo nhưng đến 16 giờ ngày 21 tháng 11, tập đoàn quân xe tăng 1 (Đức) vẫn đột nhập vào Rostov.

### Liên Xô phản công
Từ ngày 22 tháng 11, Phương diện quân Tây Nam và Phương diện quân Nam phối hợp mở cuộc tấn công vào Taganrog, phía sau lưng Tập đoàn quân xe tăng 1 Đức bằng lực lượng của các tập đoàn quân 18 và 37 (tái lập) kết hợp với hai mũi tấn công vỗ mặt của tập đoàn quân 9 từ phía Đông Rostov. Đòn đột kích từ phía Bắc của các tập đoàn quân 18 và 37 đã chia cắt bốn sư đoàn xe tăng Đức đã vào Rostov với ba sư đoàn bộ binh sơn chiến tiến quân chậm hơn ở phía sau. Phát hiện nguy cơ bị vây, ngày 23 tháng 11, tướng Kleist vội điều hai sư đoàn xe tăng SS "Viking" và sư đoàn xe tăng 16 lên phía Bắc Rostov để giữ sườn trái của cánh quân, nhưng không chống nổi sức đột kích của tập đoàn quân 37 có ba lữ đoàn xe tăng yểm hộ. Ngày 29 tháng 11, để tránh bị bao vây và tiêu diệt, tướng Kleist vội vã rút khỏi Rostov. Tập đoàn quân xe tăng 1 (Đức) bị mất sức chiến đấu và được rút về phía sau để bổ sung quân số và trang bị lại. Bộ Tư lệnh Cụm tập đoàn quân Nam (Đức) phải điều tập đoàn quân 17 xuống phía Nam để phòng thủ trên tuyến sông Mius. Việc điều quân này đã làm yếu cánh bắc của Cụm tập đoàn quân Nam, tạo điều kiện cho Phương diện quân Tây Nam (Liên Xô) tiếp tục phản công, hợp vây 3 sư đoàn Đức trên hướng Elets - Livny - Efremov trong tổng thể cuộc phản công của quân đội Liên Xô tại khu vực Moskva và các vùng phụ cận mùa đông 1941-1942.

## Kết quả trận đánh
Trong chiến dịch phản công này, quân Đức bị tổn thất nặng. 167 xe tăng, 73 khẩu pháo bị phá huỷ. Quân đội Liên Xô còn thu giữ được 154 xe tăng, 8 xe bọc thép, 244 khẩu pháo còn nguyên vẹn và nhiều vũ khí, khí tài khác. Mặc dù các Tập đoàn quân Tây Nam và Nam không thực hiện được ý định vây hãm Tập đoàn quân xe tăng 1 Đức tại Rostov nhưng trận Rostov đã làm cho Cụm Tập đoàn quân Nam của Đức không thể điều động cụm xe tăng đột kích này cho những hướng khác và buộc phải chuyển sang phòng ngự tại mặt trận Tây Nam cho đến hết mùa đông 1941-1942.